# Arne Van Petegem

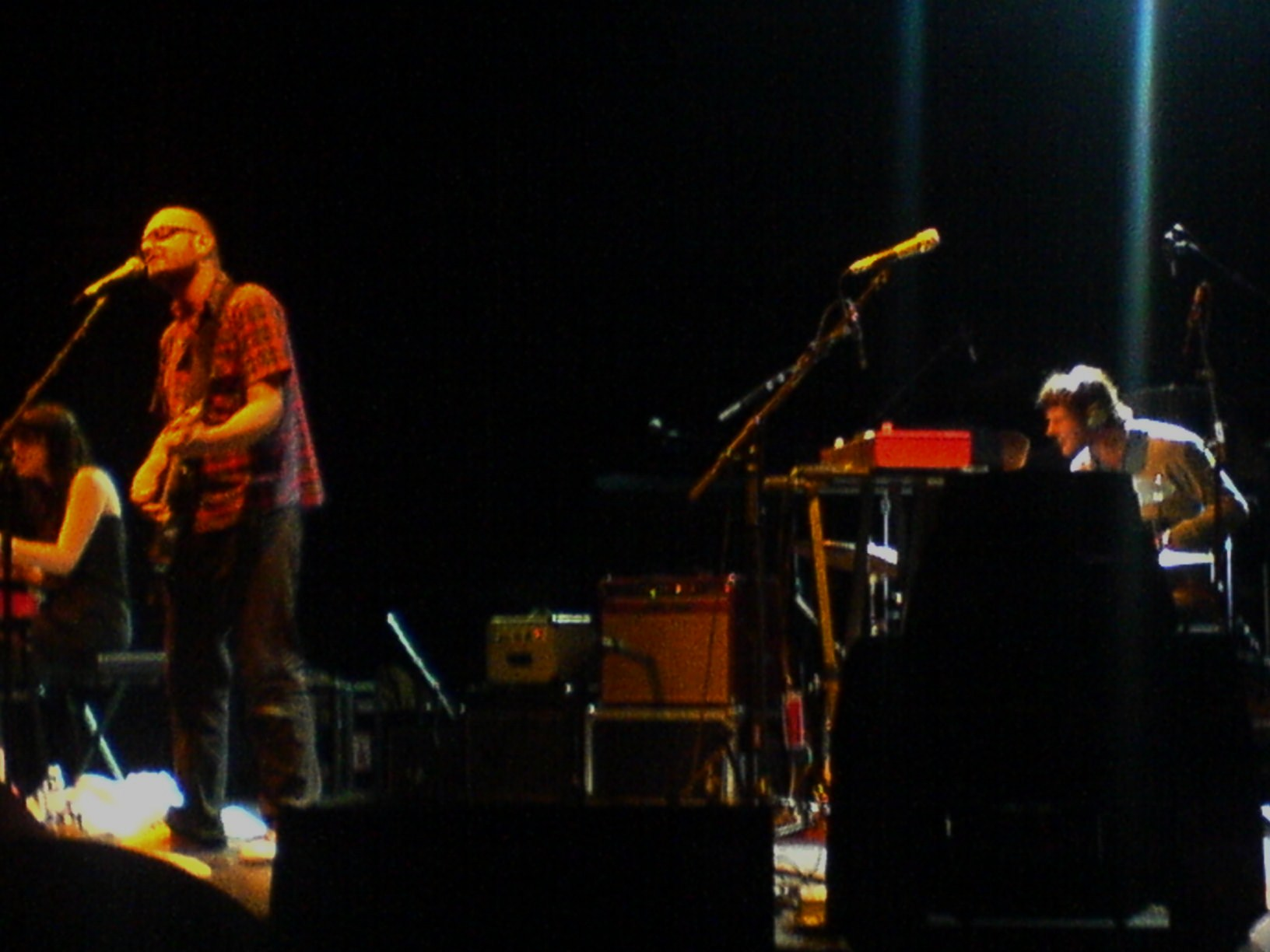
Van Petegem bei einem Auftritt mit Death Cab for Cutie (2008)

Arne Van Petegem (* 4. November 1973) ist ein belgischer Musiker, der vor allem unter den Pseudonymen Styrofoam und Tin Foil Star bekannt ist. Seine Musik ist weitestgehend dem Genre Indietronic zuzurechnen.

## Leben
Van Petegem besuchte eine Musikschule und begann im Alter von 12 Jahren mit dem Spiel der Gitarre. Mit 15 Jahren gründete er, beeinflusst von Sonic Youth, Dinosaur Jr. und Hüsker Dü, seine erste eigene Band. Ab Ende der 1990er Jahre veröffentlichte er erste Werke auf Tonträgern. 1997 erschien das Kassettenalbum Repeat After Me unter dem Pseudonym Brassneck. Im Jahr darauf folgte das Album Dreams In Technicolor der Band Amber#2, für die Van Petegem Gesang und Gitarre beisteuerte.
Gelangweilt vom Spielen in Rock-Bands begann er mit elektronischer Musik zu experimentieren. Ab 1999 folgten dann erste Veröffentlichungen als Tin Foil Star. Diese erschienen auf dem Label Atomic Recordings, das von einem Plattenladen betrieben wurde, in dem Van Petegem zu dieser Zeit tätig war. Über den Vertrieb von Atomic Recordings lernte Van Petegem Thomas Morr kennen, der kurz darauf das Berliner Label Morr Music gründete. Größere Bekanntheit erlangte er in der Electronica-Szene mit seinen auf Morr Music veröffentlichten Alben unter dem Pseudonym Styrofoam.
Im Jahr 2004 war Van Petegem an der Gründung von Dieter Sermeus' Bandprojekt The Go Find beteiligt, mit dem er das Album Miami aufnahm, das ebenfalls bei Morr Music erschien. Van Petegem trat auch live zusammen mit Sermeus auf. Im gleichen Jahr erschien das Styrofoam-Album Nothings Lost, auf dem Van Petegem seine bis dahin überwiegend instrumental eingespielten Electronica-Stücke um Gesang, Raps und klassische Instrumente erweiterte. Für die Aufnahmen arbeitete Van Petegem unter anderem mit den Musikern Valerie Trebeljahr (Lali Puna), Andrew Kenny (The American Analog Set), Ben Gibbard (Death Cab for Cutie, The Postal Service), Bent Van Looy (Das Pop), Markus Acher (The Notwist), Miki Yoshimura (Pitchtuner) und dem Rapper Alias (anticon) zusammen. Für Live-Auftritte stellte Van Petegem eine Band zusammen.
Nach mehreren Alben auf Morr Music wechselte er zum Label Nettwerk. Dort erschien 2008 das Album A Thousand Words, auf dem unter anderem Jim Adkins (Jimmy Eat World), Blake Hazard (The Submarines) und Josh Rouse als Gastmusiker auftraten.
Neben seiner Tätigkeit als Musiker war Van Petegem in verschiedenen Förderprojekten für junge Musiker tätig und arbeitete im Antwerpener Musikzentrum Trix. Er ist verheiratet und Vater zweier Kinder.

## Diskografie (Auswahl)

### Alben
- 1999: Tin Foil Star – Too Late Then, Too Late Now (Noise Museum)
- 1999: Tin Foil Star – Mort Aux Vaches (Mort Aux Vaches)
- 2000: Styrofoam – The Point Misser (Morr Music)
- 2001: Styrofoam – A Short Album About Murder (Morr Music)
- 2003: Styrofoam – I'm What's There To Show That Something's Missing (Morr Music)
- 2004: Styrofoam – Nothing's Lost (Morr Music)
- 2006: Fat Jon & Styrofoam – The Same Channel (Morr Music)
- 2008: Styrofoam – A Thousand Words (Nettwerk)
- 2010: Styrofoam – Disco Synthesizers & Daily Tranquilizers (Nettwerk)

### Singles und EPs
- 1997: Tin Foil Star / The Azusa Plane – Split 7" (K-RAA-K³)
- 1998: Tin Foil Star / ISAN – Split 10" (Atomic Recordings)
- 1999: Tin Foil Star – A Different Face (Acetone Records)
- 1999: Tin Foil Star – Tin Foil Star (Active Suspension)
- 2002: Styrofoam / Dntel – Styrofoam / Dntel Split 7" (Rocket Racer)
- 2002: Styrofoam – EP2 (Rocket Racer)
- 2002: Styrofoam – To Simply Lie Here And Breathe (A Number Of Small Things)
- 2003: Styrofoam – A Heart Without A Mind EP (Morr Music)
- 2006: Fat Jon & Styrofoam – The Same Channel EP (Libyus Music)

### Remixe
- 1999: Pinback – Tripoli (Tin Foil Star Remix)
- 2001: múm – Please Sing My Spring Reverb (Styromix)
- 2001: The American Analog Set – The Postman (Styrofoam's Just Like The Nineties Never Happened Mix)
- 2002: Giardini di Mirò – A New Start (Styrofoam Remix)
- 2002: Tristeza – Casio (Styrofoam Remix)
- 2002: múm – Please Sing My Spring Reverb (Styromix)
- 2004: The Go Find – What I Want (Styrofoam's Perfect Time Remix)
- 2005: The Postal Service – Nothing Better (Styrofoam Remix)
- 2005: Jimmy Eat World – Drugs Or Me (Styrofoam Remix)
- 2006: Najwa – Capable (Styrofoam Remix)
- 2010: Milow – Never Gonna Stop (Styrofoam Remix)